# Brazópolis
Brazópolis é um município brasileiro da microrregião de Itajubá, no estado de Minas Gerais. Sua população foi recenseada em 2022 em 14 246 habitantes. O município tem uma área de 367,688 km² e uma densidade demográfica de 38,74 habitantes por quilômetro quadrado.

## História

Brazópolis, s.d. Arquivo Nacional.

Até o século XVI, o sul do atual estado de Minas Gerais era ocupado por indígenas da etinia dos puris.
A partir do século XVII, a região foi ocupada por bandeirantes à procura de jazidas de ouro e de pedras preciosas e de mão de obra escrava indígena. Diante do esgotamento das poucas jazidas encontradas na região (mais precisamente, no Arraial de Santo Antônio de Itagybá, depois Nossa Senhora da Soledade de Itagybá, atual cidade de Delfim Moreira), os moradores passaram a dedicar-se à produção agrícola. Através da Carta-régia de 9 de Novembro de 1709, a região passou a vincular-se à Capitania de São Paulo e Minas Gerais. Em 1712, a região de Brazópolis passou a fazer parte do município de Vila Rica, a atual Ouro Preto. Em 8 de dezembro de 1713, o município se dividiu e a região de Brazópolis passou a pertencer ao novo município de São João del-Rei. Nessa época, a região era chamada Sertão do Cuieté. O Alvará-régio de 2 de Dezembro de 1720 dividiu a capitania e a região de Brazópolis passou a ficar subordinada à Capitania de Minas Gerais, também chamada Minas dos Cataguá ou Minas do Ouro.
Em 2 de outubro de 1737, passou a pertencer ao município de Campanha. A partir de 3 de abril de 1847, através da Lei Provincial 384, passou a pertencer ao município de Pouso Alegre. Em 26 de abril de 1847, o escravo alforriado Pai Domingos, junto com outras pessoas oriundas de Moçambique, começaram a recolher donativos, na atual Praça Monsenhor Noronha, para a construção da Capela de Nossa Senhora do Rosário, no mesmo local. Em 27 de setembro de 1848, através do Decreto 355, foi anexado ao município de Itajubá. 
Foi incorporado ao município de São José do Paraíso (atual Paraisópolis) em 25 de novembro de 1867 através do Decreto 1 396. Em 26 de fevereiro de 1868, nasceu, na cidade (então chamada de São Caetano da Vargem Grande), Venceslau Brás, que viria a se tornar presidente do país entre 1914 e 1918.  Foi reincorporado ao município de Itajubá em 22 de julho de 1868 através do artigo um do Decreto 1 576. Em 3 de maio de 1878, foi inaugurada a Igreja Matriz da cidade, dedicada a São Caetano e edificada no lugar da antiga capela.
Em 15 de novembro de 1890, foi lançado o primeiro jornal da cidade: o Vargem-grandense. Em junho de 1898, foi inaugurado o Mercado Público da cidade.
Pela Lei 319, de 16 de setembro de 1901, o distrito e freguesia de São Caetano da Vargem Grande separou-se do município de Itajubá e passou a constituir município autônomo. A Lei Estadual 513, de 11 de outubro de 1909, modificou o nome de São Caetano da Vargem Grande para Vila Braz, em homenagem a um importante político estadual natural da cidade, Francisco Braz Pereira Gomes, pai do ex-Presidente da República Venceslau Brás. A Lei Estadual 152, de 12 de setembro de 1911, criou o distrito de Piranguinho, subordinado a Vila Braz. 
A Lei Estadual 843 de 7 de setembro de 1923 elevou Vila Braz à categoria de cidade com o nome de "Brazópolis", em homenagem a Francisco Brás Pereira Gomes e seu filho, o presidente brasileiro Venceslau Brás. Ao longo da década de 1930, foi criado o distrito de Candelária. Em 1943, Candelária passou a chamar-se Luminosa, em homenagem a Nossa Senhora das Candeias. Piranguinho separou-se de Brazópolis em 1962. No mesmo ano, foi criado o distrito de Dias. ´
Em 22 de abril de 1980, começou a operar o Observatório do Pico dos Dias, vinculado ao Laboratório Nacional de Astrofísica, na divisa entre Brazópolis e Piranguçu.

## Topônimo
A forma correta segundo a ortografia vigente é "Brasópolis", todavia a Lei Estadual 18033 de 12 de janeiro de 2009 decidiu oficializar definitivamente a grafia arcaica "Brazópolis".

## Educação
A cidade ficou famosa pela sua escola técnica, com os cursos de Eletrônica e Telecomunicações, a Escola Estadual Técnico-Industrial “Tancredo Neves", hoje se chama Centro Educacional Profissionalizante “Tancredo Neves”.

## Economia
Com uma economia voltada para a agropecuária, a banana vem se destacando, especificamente a banana-prata, com percentual de 27 a 30 por cento de teor de açúcar no fruto. Do tronco da bananeira, são extraídas as fibras, que, depois de processadas, incrementam o artesanato e a renda familiar. 
Os objetos de arte e decoração feitos com fibras de bananeira vêm sendo comercializados com sucesso.
O eucalipto também vem se destacando. As carvoarias estão tendendo a somente utilizar madeira legalizada, o que resulta em uma demanda maior por eucalipto.
Além disso, na cidade existe o Observatório do Pico dos Dias, coordenado pelo Laboratório Nacional de Astrofísica, que, além de ser um dos símbolos da cidade, é um ponto turístico.